# گیاه گرمازا
گیاهان گرمازا (به انگلیسی: Thermogenic plant) این توانایی را دارند که دمای خود را بالاتر از دمای هوای پیرامونی خود افزایش دهند. گرما در میتوکندری به عنوان فرایند ثانویه تنفس سلولی به نام گرمازایی تولید می‌شود. اکسیداز جایگزین و پروتئین‌های جداکننده مشابه آنهایی که در پستانداران یافت می‌شوند، این فرایند را فعال می‌کنند، که هنوز به خوبی شناخته نشده است.